# Dundee (Iowa)
Dundee es una ciudad situada en el condado de Delaware, en el estado de Iowa, Estados Unidos. Según el censo de 2010 tenía una población de 174 habitantes.

## Geografía
Según la Oficina del Censo de los Estados Unidos, la localidad tiene un área total de 0,94 km², la totalidad de los cuales 0,94 km² corresponden a tierra firme.

## Demografía
Según el censo de 2010, había 174 personas residiendo en la localidad. La densidad de población era de 185,11 hab./km². Había 88 viviendas con una densidad media de 93,62 viviendas/km². El 100% de los habitantes eran blancos.